# Мюллер, Фридрих Николаус
Фридрих Николаус (Фёдор Николаевич) Мюллер  (24 января (5 февраля) 1817 — 1897) — фармацевт врачебного отделения Херсонского губернского правления, Статский советник, кавалер ордена Станислава 2 ст., фармацевт лазарета Херсонского местного батальона, почетный член Херсонского губернского Попечительства о детских приютах.

## Биография
- Родился 5 февраля 1817 года (по новому стилю) в городе Екатеринослав.
- Получил домашнее образование и окончил курс Санкт-Петербургского университета.
- С 14 марта по 1 октября 1839 года служил аптекарским помощником в вольной аптеке Адольфа Зейлера в Харькове.
- 2 июня 1842 г. получил свидетельство № 47 о сдаче испытаний в медицинском факультете Харьковского университета по направлению медицинских, фармацевтических и пр. наук за период 1841-1842 год.
- Аттестат от 21 декабря 1844 г. подтверждает, что провизор Фридрих Мюллер находился в должности управляющего в вольной аптеке Ирца в Екатеринославе в должности управляющего с 12 июня 1844 по 27 ноября 1844 года.
- 10 декабря 1844 года Фридрих Мюллер получил паспорт № 8653 на право свободного проживания во всех местностях Российской империи.
- С 1845 года фармацевт врачебного отделения Херсонского губернского правления.
- С 1845 года продолжил дело отца Николауса Мюллера и развивал аптечное дело в Херсонской губернии. В конце 20-х годов XIX столетия по инициативе губернатора Херсонской губернии начался процесс открытия в Херсоне первой частной аптеки. Исходя из важности и новизны дела, губернатор лично занимался этим вопросом. Предварительные консультации по поводу открытия аптеки он провел с хирургом местной больницы Николаусом Мюллером. И уже в 1828 году в Херсоне появилась частная аптека, которая располагалась на первом этаже двухэтажного здания на углу улиц Суворовской и Потемкинской. С середины XIX века аптека Мюллера стала самой популярной в городе, благодаря ценам и времени работы — она была круглосуточной[1][2][3].
- В 1847 году вступил в брак с Матильдой Гудовской из Ганновера.
- Согласно приказу по военному ведомству № 409 от 21.12.1877 Фридрих Мюллер допущен к исправлению должности фармацевта в лазарете Херсонского  местного батальона по 14.08.1878 г.
- Согласно записи № 1276 Первого отделения собственной Его Императорского величества канцелярии № 1276 от 15 декабря 1872 года (№760) провизор Фридрих  Мюллер считается лучшим специалистом фармацевтической науки и в течение 12 лет подряд проводил безвозмездно  химико-судебные изыскания в Херсонской губернии. Во время холерных эпидемий 1848, 1853 и 1856 годов Фридрих Мюллер снабжал бедных жителей губернии бесплатными медикаментами[4].
- Согласно записи в Капитуле от 19 декабря 1872 г. № 1715 Фридрих  Мюллер награждён орденом Станислава 2 степени[5].
- За отличную службу во время русско-турецкой войны Фридрих Мюллер награждён медалью "В память русско-турецкой войны 1877-1878" (тёмно-бронзовая)
- Вышел в отставку 21 января 1894 года в чине Статского советника.
- Умер в 1897 году в Херсоне.

## Семья
- Отец Фридриха Мюллера Николаус Мюллер (1781-1840) приехал в Россию  30 августа 1809 года из Франкфурта-на-Майне, был по специальности хирург. Служил в Херсонской губернии. Основал первую частную аптеку в Херсоне.
- Мать Фридриха Мюллера — Анна Маргаретта Мюллер (ур. Гоппер) из Штаммбаха, (1829-1862).
- Жена Фридриха Мюллера — Матильда Мюллер (ур. Гудовская), из Ганновера,(1829-1863). Прибыла в Симферополь из Германии 25 июня 1847 года.
  - Дети Фридриха и Матильды Мюллер 
    - Эмилия (1849-1935), жена Карла Яковлевича Белицкого;
    - Адольф (1851-1853);
    - Николай (1855-1932), потомственный почетный гражданин, банковский служащий, отец художников авангардистов Владимира Мюллера и Фёдора Мюллера;
    - Юлиус (1859-1875).